# Norrnäs

Norrnäs är ett av de stora godsen på Värmdö, beläget på Värmdölandet, drygt två kilometer nordväst om Värmdö kyrka. 

## Historia
Två gravfält, liksom ett stort område med lämningar av bebyggelse, visar att gården varit bebodd under järnåldern.
Under 1300-talet blev Norrnäs sätesgård. Den tidigast nämnde ägaren är, år 1357, riksrådet Jonis Ebbeson.
I Värmdö kyrkoarkiv omtalas att Jens Fleming (släkten Fleming) som ägt Norrnäs begravdes i Värmdö Kyrka "som han uppbyggt" år 1395. Norrnäs har en särskild koppling till Värmdö kyrka eftersom dess ägare hade patronatsrätt, det vill säga utsåg präst i församlingen.
På 1660-talet blev riksrådet Claes Fleming gårdens ägare, den stod då antagligen på dess nuvarande plats, en kilometer väster om gravfälten. Det södra koret i Värmdö kyrka kallas Flemingska gravkoret. Där är många i ätten begravda och deras vapensköldar pryder väggarna.
Gården brann ner men byggdes åter upp i Karl Johanstil runt år 1820 efter ritningar av Fredrik Blom.

## Nutid
I dag (2006) ägs Norrnäs gård av Olof Stenhammar. Kopplingen till Värmdö kyrka består eftersom han nyligen skänkt nya portar till kyrkan.